# Чапова, Ольга Ивановна
Ольга Ивановна Чапова (19 июля 1913, Саратов — 24 декабря 1997, там же) — советский и российский врач-реабилитолог, одна из основателей и первый главный врач санатория «Октябрьское ущелье» (г. Саратов). Заслуженный врач РСФСР. Участник Великой Отечественной войны.

## Биография
Родилась 19 июля 1913 года в Саратове.
До 1941 года работала врачом в Ялте и в детских оздоровительных учреждениях черноморского побережья Кавказа.
С августа 1941 года — врач эвакогоспиталя № 3284 в Саратове, врач, затем начмед эвакуационного госпиталя № 4803 в Хвалынске Саратовской области. Демобилизована в звании майора медицинской службы.
После окончания Великой Отечественной войны эвакогоспиталь № 4803 преобразован в санаторий «Чернмшаны-1» главным врачом которого стала О. И. Чапова.
В 1955 году стала одной из основателей и первым главным врачом санатория «Октябрьское ущелье» в Саратове. Работала главным врачом данного санатория с 15 января 1955 года по 1975 год.
Умерла 24 декабря 1997 года в Саратове.

## Награды
- Заслуженный врач РСФСР

## Память
- Мемориальная доска на главном корпусе санатория «Октябрьское ущелье» в Саратове (март 2015)[2][3]